# Україна на Чемпіонаті світу з легкої атлетики 2011
Україна на Чемпіонаті світу з легкої атлетики 2011, що проходив з 27 серпня по 4 вересня у Тегу (Південна Корея), була представлена 55 атлетами (40 жінок та 15 чоловіків).
Склад збірної України був затверджений 5 серпня 2011 рішенням виконавчого комітету ФЛАУ.
До остаточної заявки на чемпіонат (станом на 21 серпня 2011) потрапило 57 українських атлетів (17 чоловіків та 40 жінок). Проте, до стартових протоколів не були включені Дмитро Косинський (метання списа) та Іван Гришин (метання диска) у чоловіків та Ганна Тітімець і Ксенія Карандюк у жіночій естафеті 4×400 метрів (спортсменки виступали лише в індивідуальних дисциплінах — 400 метрів з бар'єрами та 400 метрів — відповідно).

## Призери
Збірна України посіла 11 місце в медальному заліку чемпіонату.
| Медаль | Атлет                                                                       | Дисципліна        | Дата           |
| ------ | --------------------------------------------------------------------------- | ----------------- | -------------- |
| 1      | Ольга Саладуха (Днц)                                                        | Потрійний стрибок | 1 вересня 2011 |
| 3      | Олеся Повх (Зп) Наталя Погребняк (Хрк) Марія Рємєнь (Зп) Христина Стуй (ІФ) | 4×100 метрів      | 4 вересня 2011 |

## Результати

### Чоловіки
| Атлет                             | Дисципліна             | Кваліфікація | Забіги     | Півфінали | Фінал      |           |            |
| Результат                         | Місце                  | Результат | Місце      | Результат | Місце      | Результат | Місце      |
| --------------------------------- | ---------------------- | --- | ---------- | --------- | ---------- | --------- | ---------- |
| Станіслав Мельников (Од)          | 400 метрів з бар'єрами | | 49,24 SB   | 11        | 49,74      | 18        | Не пройшов |
| Станіслав Мельников (Од)          | 400 метрів з бар'єрами | «Відверто кажучи, я не очікував такого враження бігу від восьмої доріжки. Я не боявся того, що суперники всі позаду стартують, і мені не буде на кого орієнтуватися. Навіть навпаки, це дозволяло бігти мені своїм ритмом і своєю швидкістю, не зважаючи ні на кого. Але тут інша проблема. Я думав відстань від рекламних щитів і бровкою трохи більша, а вони просто поруч! Морально це було сприйняти дуже важко. Боковим зором я постійно сприймав реклами, які калейдоскопічно змінювалися одна за одною. Відчуття фізичного стану дуже двояке: ані добре, ані погано. Я його просто не можу оцінити. Вчора ніби-то і не виклався на дистанції, а результат був кращим, аніж у сьогоднішньому півфіналі. Та й дався він набагато легше. Це прикро, коли ти не напружуючись біжиш 49,24, а наступного дня впираєшся що є сил, а результат показуєш на півсекунди гірший. Я знаю, тому налаштовувався боротися за новий особистий рекорд. Функціонально я був абсолютно готовий його показати. Зважаючи на вчорашній біг, був упевнений, що сьогодні зможу нарешті розміняти 49 секунд. А вийшло, що на зміну вчорашній радості прийшли тільки негативні емоції й розчарування. Та в будь-якому разі, цей виступ на чемпіонаті світу в Тегу для мене величезний досвід, який знадобиться у майбутньому» Станіслав Мельников: «Хотів поборотися за особистий рекорд». ФЛАУ. Архів оригіналу за 17 червня 2019. Процитовано 17 червня 2019. |            |           |            |           |            |
| Руслан Дмитренко (Днц)            | Ходьба 20 кілометрів   | | DQ         |           |            |           |            |
| Назар Коваленко (Кв)              | Ходьба 20 кілометрів   | | 1:25.50    | 23        |            |           |            |
| Олексій Казанін (Днц)             | Ходьба 50 кілометрів   | | 3:56.18 SB | 19        |            |           |            |
| Шериф Ель-Шериф (Днп)             | Потрійний стрибок      | 16,81 | 12         |           | 16,38      | 12        |            |
| Євген Семененко (Хрк)             | Потрійний стрибок      | 15,96 | 25         |           | Не пройшов |           |            |
| Дмитро Дем'янюк (Лв)              | Стрибки у висоту       | 2,31 | 10         |           | 2,20       | 12        |            |
| Дмитро Дем'янюк (Лв)              | Стрибки у висоту       | Дмитро Дем'янюк про свій виступ у кваліфікації: «І мені сьогодні дуже важко було стрибати. Я дуже складно переношу спеку, а сьогодні, як на зло, сонце пече з самісінького ранку. В секторі накриття прозоре і від спеки зовсім не рятує. Відверто кажучи, навіть не думав, що кваліфікація пройде сьогодні з такими перепонами. Концентруватися доводилося максимально на кожен стрибок. Третя спроба на 2,31 відняла у мене чимало сил. Справа в тому, що функціональна і фізична готовність у мене зараз на найвищому рівні. Маса тіла для стрибків – просто ідеальна. В порівнянні з початком сезону моя вага знизилася на 8 кг. Відчуваю, що можу стрибати дуже високо, але через те, що я зараз легкий, швидкий і вибуховий, як ніколи, мені дуже складно всім цим керувати. Звісно, до фіналу ще є день, але в будь-якому разі там це буде своєрідна «проба пера». Подивимося, що я зможу зробити в такому стані» Дем’янюк, Бондаренко та Проценко про кваліфікацію чоловічих стрибків у висоту. ФЛАУ. Архів оригіналу за 19 червня 2019. Процитовано 19 червня 2019. |            |           |            |           |            |
| Богдан Бондаренко (Хрк)           | Стрибки у висоту       | 2,28 | 15         |           | Не пройшов |           |            |
| Богдан Бондаренко (Хрк)           | Стрибки у висоту       | «На жаль, мій чемпіонат світу скінчився. Нічого хорошого з цього приводу не скажеш. Насамперед, важко було стрибати о 10 годині ранку. Організм просто сонний. Не зважаючи на те, що кваліфікаційний норматив був на сантиметр вище мого особистого рекорду, я однозначно був готовий його встановлювати. І справа не в тому, що я ще дуже молодий і мені бракує досвіду. Трохи накопилася втома. Після молодіжного чемпіонату Європи мені потрібно було б відпочити, але щоб потрапити на цей чемпіонат світу я мав виступати на чемпіонаті України у Донецьку. Думаю, це не могло минутися безслідно, оскільки у донецькому секторі я залишив чимало сил. Цей досвід міг бути ще кращим і більшим, аби я пройшов у фінал. На жаль, не пощастило ...» Дем’янюк, Бондаренко та Проценко про кваліфікацію чоловічих стрибків у висоту. ФЛАУ. Архів оригіналу за 19 червня 2019. Процитовано 19 червня 2019. |            |           |            |           |            |
| Андрій Проценко (Хрс)             | Стрибки у висоту       | 2,21 | 27         |           | Не пройшов |           |            |
| Андрій Проценко (Хрс)             | Стрибки у висоту       | «У мне не задалися стрибки через проблеми з технікою. Спортивна форма у мене зараз висока, фізичний стан – відмінний, а ось з технікою не складається. При чому я проблема існувала протягом усього сезону. Якщо в одному старті мені вдалося вловити стрибок, зібрати його, то більше нічого схожого я так і не зміг повторити на змаганнях. На Універсіаді також була ця проблема. У кваліфікації ніби-то з технікою все склалося, а у фіналі просто звалювався на планку, так само, як і сьогодні в секторі Тегу. До того, мені було складно стрибати психологічно. Саме поняття чемпіонату світу на плечі не дуже тисне, а ось те, що я вже другий чемпіонат світу не можу не те що пройти кваліфікацію, а показати у ній більш-менш пристойний результат, - це пригнічує і навіть дуже. Я спантеличений і розчарований саме стрибками. Аби вдалося подолати бодай 2,28 м, настрій був би вже інший» Дем’янюк, Бондаренко та Проценко про кваліфікацію чоловічих стрибків у висоту. ФЛАУ. Архів оригіналу за 19 червня 2019. Процитовано 19 червня 2019. |            |           |            |           |            |
| Денис Юрченко (Днц)               | Стрибки з жердиною     | 5,35 | 22         |           | Не пройшов |           |            |
| Андрій Семенов (Од)               | Штовхання ядра         | 19,45 | 21         |           | Не пройшов |           |            |
| Олексій Сокирський (АР Крим\|АРК) | Метання молота         | 73,81 | 17         |           | Не пройшов |           |            |
| Роман Авраменко (АР Крим\|АРК)    | Метання списа          | 81,46 | 9          |           | 82,51      | 6         |            |
| Олександр П'ятниця (Днп)          | Метання списа          | 73,56 | 29         |           | Не пройшов |           |            |

#### Десятиборство
| Атлет                 | Дисципліна | Результат | Очки | Місце |
| --------------------- | --- | --------- | ---- | ----- |
| Олексій Касьянов (Зп) | 100 метрів | 10,75 SB  | 917  | 5     |
| Олексій Касьянов (Зп) | Стрибки в довжину | 7,59 SB   | 957  | 2     |
| Олексій Касьянов (Зп) | Штовхання ядра | 14,43 SB  | 755  | 18    |
| Олексій Касьянов (Зп) | Стрибки у висоту | 1,99      | 794  | 15    |
| Олексій Касьянов (Зп) | 400 метрів | 48,46     | 887  | 6     |
| Олексій Касьянов (Зп) | «Аналізувати все будемо вже завтра. Сьогодні можу констатувати лише одне: неймовірна важкість в усьому тілі. Ноги просто не піднімаються. Нібито і акліматизація пройшла цілком вдало. Відколи я у Кореї (спершу на зборі в Бусані, а потім у атлетичному селищі в Тегу), у мене не було жодної безсонної ночі. Організм переналаштувався досить швидко, ніби просто взяв і перевів стрілки на годиннику. Та й на тренуваннях все було гаразд. А ось сьогодні чомусь не складається... Так, особливо, в секторі для штовхання ядра. Я так налаштовувався на останню спробу, а судді щось не могли швидко владнати непорозуміння з попереднім учасником. Довелося чекати. Та й стрибки у висоту почалися не найкращим чином. Дивлюся на табло – час йде, а суддя тримає червоний прапорець. Кому вірити? Коли вже підняли білий, залишилося 30 секунд до кінця спроби. Як її можна нормально виконати у таких умовах? А потім мені заявили, що дадуть мені виконати цю спробу на висоті 193 см як бонус, хоча я ще й 190 см не стрибав. Мабуть, судді на таких змаганнях мають бути більш кваліфіковані. Якось не здогадався (сміється). Нічого, завтра буде день – буде нова боротьба. Головне, що я не відкотився далеко від лідерів. Мабуть, сьогодні всім не дуже солодко» Чемпіонат світу. День перший. Касьянов третій після п’яти видів десятиборства. ФЛАУ. Архів оригіналу за 17 червня 2019. Процитовано 17 червня 2019. |           |      |       |
| Олексій Касьянов (Зп) | 110 метрів з бар'єрами | 14,65     | 892  | 14    |
| Олексій Касьянов (Зп) | Метання диска | 43,74     | 741  | 16    |
| Олексій Касьянов (Зп) | Стрибки з жердиною | 4,70      | 819  | 15    |
| Олексій Касьянов (Зп) | Метання списа | 52,16 SB  | 621  | 21    |
| Олексій Касьянов (Зп) | 1500 метрів | 4.29,35   | 749  | 8     |
| Загалом               | 8132 | 12        |      |       |

### Жінки
| Атлетка | Дисципліна                | Кваліфікація | Забіги                                            | Півфінали  | Фінал                                             |            |            |   |
| Результат | Місце                     | Результат | Місце                                             | Результат  | Місце                                             | Результат  | Місце      |   |
| --- | ------------------------- | --- | ------------------------------------------------- | ---------- | ------------------------------------------------- | ---------- | ---------- | - |
| Олеся Повх (Зп) | 100 метрів                | | 11,25                                             | 14         | 11,48                                             | 13         | Не пройшла |   |
| Олеся Повх (Зп) | 100 метрів                | Олеся Повх про враження від забігу: «Сьогодні трохи не все гаразд у мене було з вибіганням зі старту. Маріам Сумарі виграла у мене одразу на першому кроці. Ні, я не зробила якоїсь грубої помилки, але хотілося б краще. Більш того, я ж знаю, що могла це зробити. Насправді я задоволена і результатом, і виходом до наступного кола змагань. Як для ранкового старту, я показала швидкі секунди, на які, відверто, навіть не розраховувала. Справа в тому, що м’язеві відчуття у мене чудові, а ось дихати тут дуже складно. Враження, що я пробігла не 100, а 300 метрів. Щоправда, під час забігу цього не помічаєш, проте після фінішу дихати точно нічим. Своє завдання-мінімум я виконала. Тепер потрібно ще попрацювати над помилочками – і в бій! Тепер вже за результатом. Хвилювалася - це не те слово. Пам’ятаєте, я розповідала, що перед фіналом на зимовому чемпіонаті Європи у мене дихання перехоплювало через мандраж? Так в порівнянні з сьогоднішнім станом то був не мандраж (сміється)! Тут все ж таки чемпіонат світу. І що б мені не говорили, мовляв, не варто звертати увагу на імена і результати суперниць, це не можна оминути увагою аж ніяк. За найкращими особистими рекордами і показниками нинішнього сезону у мене підібрався дуже сильний забіг. Зараз мене ніби холодом починає пронизувати від усвідомлення того, що я зробила. Одним словом, я дуже задоволена сьогоднішнім виступом» Олеся Повх: «Ви пам’ятаєте мій стан в Парижі? Так то був не мандраж!». ФЛАУ. Архів оригіналу за 19 червня 2019. Процитовано 19 червня 2019. |                                                   |            |                                                   |            |            |   |
| Погребняк Наталя (Хрк) | 100 метрів                | | 11,34                                             | 20         | Не пройшла                                        |            |            |   |
| Погребняк Наталя (Хрк) | 100 метрів                | «Можу сказати, що на Універсіаді в Китаї мені біглося набагато гірше. Сьогодні я вже відчула і потужність у ногах і швидкість. Щоправда, оскільки я стартувала по центральній доріжці, мені не видно було ані першої доріжки, ані восьмої. То ж здалося навіть, що я біжу попереду. Навіть почала фінішувати раніше, щоб потрапити у наступне коло. Трохи мені не пощастило. Тепер будемо готуватися на естафету. Сьогоднішній біг у мене був як тренувальний. Головні сили і сподівання ми покладаємо на естафету. Перед нею дуже важливо було вийти на стадіон, відчути доріжку й атмосферу чемпіонату саме в умовах змагання, щоб під час естафети не одразу кинутися у вир з головою. Хоча... В індивідуальному виді я одна людина, а в естафеті – звір! Мій тренер навіть жартує, мовляв, тобі потрібно і стометрівку з паличкою бігти та ще й на Машу Рємєнь набігати... (сміється). Ми ж традиційно з нею перетинаємося в естафеті, оскільки я стартую на другому етапі, а Маша – на третьому. Мандража практично не було. Просто нинішнього літа старт за стартом йде. Мабуть, звикла дещо. А 11,34, думаю, цілком нормальний результат. Нинішнього сезону для мене він стабільний. А якщо врахувати, що я вже місяць без тренера, так це взагалі чудовий показник. Краще неї ніхто мені підказати не може. Вона бачить мій функціональний стан зсередини, та й корективи в техніку завжди вчасно вносить. А так ми вже тривалий час спілкуємося лише за допомогою Скайпу. Але хіба може електроніка замінити живе спілкування, особливо з тренером. Враховуючи цей фактор, можна сказати, що я задоволена своєю стабільністю. Хотілося б, аби у майбутньому вона стала підґрунтям для сплеску результатів» Олеся Повх: «Ви пам’ятаєте мій стан в Парижі? Так то був не мандраж!». ФЛАУ. Архів оригіналу за 19 червня 2019. Процитовано 19 червня 2019. |                                                   |            |                                                   |            |            |   |
| Христина Стуй (ІФ) | 200 метрів                | | 22,92 SB                                          | 13         | 22,79 PB                                          | 6          | 23,02      | 7 |
| Христина Стуй (ІФ) | 200 метрів                | «Я ж вам казала, що у півфіналі знову поліпшу свій особистий рекорд. Не зважайте! Це я, звісно, на радощах! Повірити не можу! Це ж мій перший в житті чемпіонат світу з виступом в індивідуальному виді й одразу фінал! Просто дежавю. Пам’ятаєте, на зимовому чемпіонаті Європи нинішнього року я також встановила три особистих рекорди: в першому раунді, потім у півфіналі, а потім й у фінальному забігові. Тут в Тегу поки що та сама картина. Я й тоді відчувала після виступу в кожному колі, що маю ще резерви, й зараз відчуваю те саме. Сьогодні після ранкових забігів я розмовляла з тренером по Скайпу [тренер – Сергій Басенко]. Він мені сказав, що я зараз готова показувати результат рівня 22.70, тому потрібно бігти що є сил і нічого не боятися. Я безмежно вірю своєму тренерові, і, як бачимо, він не помилився. Що ж, тепер будемо готуватися до фіналу. Єдине, мені дуже шкода, що не потрапила до вирішального забігу Марія Рємєнь. Вона справді на це заслуговувала. Їй просто не пощастило трохи із складом забігу. Ну дуже сильні й досвідчені дівчата стартували разом з нею у півфіналі. Та й вітер он який зустрічний був. Дуже прикро!» Христина Стуй: «Я не можу повірити в те, що сталося!». ФЛАУ. Архів оригіналу за 19 червня 2019. Процитовано 19 червня 2019. |                                                   |            |                                                   |            |            |   |
| Рємєнь Марія (Зп) | 200 метрів                | | 22,77                                             | 8          | 22,94                                             | 10         | Не пройшла |   |
| Єлізавета Бризгіна (Лг) | 200 метрів                | | 23,70                                             | 28         | DNF                                               |            | Не пройшла |   |
| Антоніна Єфремова (Днц) | 400 метрів                | | DQ                                                | DQ         | Не пройшла                                        |            |            |   |
| Наталія Пигида (Кв) | 400 метрів                | | 51,67                                             | 8          | 51,61                                             | 10         | Не пройшла |   |
| Наталія Пигида (Кв) | 400 метрів                | Наталія Пигида про враження від забігу: «Забіг контролювала так, аби не випасти з четвірки перших на фініші, які напряму проходили до наступного кола змагань. Трохи сил зекономила, але це ще важче. Інша справа, - став і біжиш, що є сил. А тут маєш себе стримувати, аби бодай не викластися на першій половині дистанції. Мандраж з’явився сьогодні вдень, хоча і невеликий. Ми живемо в одному блоці з марафонками, так вони як раз повернулися з траси і почали ділитися враженнями. Звісно, і я дещо перейнялася емоціями чемпіонату світу. Тетяна Головченко, хоча і після марафону, а першою зрозуміла, що мені ці розповіді сьогодні слухати ні до чого. Я лише дорогою на стадіон змогла переключитися на бойовий лад. Далі також будемо боротися. Як сказав мені тренер: «Вийди у півфінал, а там борись, як за медаль». Там уже дівчата бігтимуть на результат» Антоніна Єфремова: «На чемпіонаті світу економити сили досить небезпечно». ФЛАУ. Архів оригіналу за 19 червня 2019. Процитовано 19 червня 2019. |                                                   |            |                                                   |            |            |   |
| Ксенія Карандюк (Кв) | 400 метрів                | | 54,10                                             | 27         | Не пройшла                                        |            |            |   |
| Ксенія Карандюк (Кв) | 400 метрів                | «Складно було бігти. Це вже кінець сезону, тому розраховувати на пристойний результат я не могла, але що я покажу такий повільний час – навіть думати не могла. Рішення про мій виступ у забігові приймали наші тренери. Я, насправді, налаштовувалася і готувалася лише до естафетного бігу. Під індивідуальний старт потрібно було б зробити набагато більше роботи, та ще й іншої направленості. Мені дуже сподобалося, як біжить Саня [Річардс-Росс]. У неї своя тактика, як на мене, дуже цікава. До позначки 200 м Саня бігла дуже швидко, а потім скинула швидкість, пропускаючи суперниць. Потім вона знову всіх нагнала. Так що ось такий маленький секретик американки мені вдалося помітити навіть під час бігу. ... Готуватися [до естафети] буду в будь-якому разі, а ось чи ставити мене в наш квартет 4×400 метрів вирішуватимуть тренери. Хотілося б вірити, що вони зроблять вибір на мою користь» Антоніна Єфремова: «На чемпіонаті світу економити сили досить небезпечно». ФЛАУ. Архів оригіналу за 19 червня 2019. Процитовано 19 червня 2019. |                                                   |            |                                                   |            |            |   |
| Лілія Лобанова (Днц) | 800 метрів                | | 2.02,84                                           | 21         | 1.59,38                                           | 8          | Не пройшла |   |
| Лілія Лобанова (Днц) | 800 метрів                | «Я дуже старалася. З учорашнім [бігом у забігу] його, і справді, порівняти не можна. Тому й час на фініші був показаний відповідний, значно кращий, аніж у попередньому забігові. Загалом я задоволена тим, як провела свій півфінал. Можна було трохи додати в результаті і вибігти із однієї хвилини 59 секунд. Але на даний момент це все, на що я готова поки. А біглося мені сьогодні досить легко. Маленькі помилочки все ж таки були, то ж працювати завжди є над чим. І в цьому є величезний плюс. Було б гірше, аби не знали свого резерву. Сподіваюся, що й наступний олімпійський рік ми витягнемо на належному рівні. Справді, до Універсіади ми готувалися і підводилися ретельніше, аніж до чемпіонату світу в Тегу. Тому свій виступ на студентських іграх навіть не хочу коментувати. Там я показала далеко не той результат, до якого була готова. І це було найприкріше. До речі, там в Шеньчжені я припустилася саме тактичної помилки, коли почала різко обходити своїх суперниць на віражі. Відповідно, на фініші мені вже не вистачило сил, аби дати бій суперницям. Тому тут в Тегу мені хотілося довести насамперед самій собі, що 2 хвилини – це не той показник, на який ми готові нинішнього літа. 1.59,38 – це щось близьке до того, чим я можу бути сьогодні задоволена. Можу сказати, що рік «навчання» на міжнародній арені на моїй новій дистанції минув не дарма. Я багато чому навчилася. Найгірший біг протягом усього сезону я показала у вчорашньому забігові чемпіонату світу. Було б зовсім прикро, аби через цю дурницю я б не потрапила до півфіналу й не продемонструвала б сьогодні свій біг легкий біг з двох хвилин. Щиро вірю, що у майбутньому такі помилки не повторюватимуться» Лілія Лобанова: «Я задоволена своїм бігом у півфіналі». ФЛАУ. Архів оригіналу за 19 червня 2019. Процитовано 19 червня 2019. |                                                   |            |                                                   |            |            |   |
| Юлія Кревсун (Днц) | 800 метрів                | | 2.01,88                                           | 14         | 2.05,37                                           | 19         | Не пройшла |   |
| Тетяна Петлюк (Квм) | 800 метрів                | | DQ                                                | Не пройшла |                                                   |            |            |   |
| Наталія Тобіас (Днц) | 1500 метрів               | | DQ                                                | DQ         | DQ                                                |            |            |   |
| Ганна Міщенко (Хрк) | 1500 метрів               | | 4.09,02                                           | 9          | 4.09,78                                           | 15         | Не пройшла |   |
| Ганна Міщенко (Хрк) | 1500 метрів               | «Мабуть, я вже просто розгубилася. Кожен раз, коли я лізу в сам вир подій і штовхаюсь із суперницями, мені дорікають, що, наштовхавшись по дистанції, я погано фінішую. Сьогодні я добре спуртувала на фініші, але позаду тих, хто пройшов у фінал. Я ніяк не могла до них підібратися. Вони з самісінького старту стали в шеренги по чотири-три особи, і їх ніяк не обійти. Думала, відсиджуся за спинами до позначки 800 метрів і прискоренням вийду вперед, але у нас в забігові всі такі розумні виявилися. Знаєте, в порівнянні з іншими офіційними стартами, я тут себе досить впевнено почуваю. В усякому разі, суперниць я не боюсь, а ось з тактикою потрібно щось робити. Біг і справді був нешвидким. На дистанції я почувалася легко. Спуртувала неймовірно, але швидше вже не могла. Я так і хотіла за 300 метрів почати, а переді мною вискочила потужна польська середньовичка, яка добряче мене пригальмувала. Прикро так! Я ж не просто у фінал хотіла вийти, я приїхала сюди боротися за медаль... Відверто кажучи, я думала, що сьогодні ми будемо бігти на результат. Я навіть налаштувалася на швидкий біг і була готова поліпшувати власні рекорди. А дівчата вирішили вести тактичну боротьбу зі швидким фінішем. Я он в забігові, коли поштовхалася, отримала «по шапці» від усіх трьох тренерів одразу. За довгий спурт на Універсіаді також. Тут як не побіжиш, а якщо не потрапиш у наступне коло змагань, все одно отримаєш. Потрібно мені серйозно попрацювати над тактикою бігу в різних варіантах бігу. На звичайних міжнародних турнірах у нас також трапляються серйозні розбірки. Суперниці також штовхаються. Але на чемпіонаті світу все це відбувається набагато колоритніше й жорсткіше. Зараз таке відчуття, що я навіть не втомилася. Звісно, фінішувала з усіх сил, але вже ось за п’ять хвилин готова вийти на ще один старт. Не реалізувалася я! Я точно знаю, що зараз готова скинути з власних досягнень не те що кілька десятих, а й кілька секунд за один раз. Аби ми, як і спринтери бігли кожен по своїй доріжці, то розмова була б іншою. А у нас кожен забіг – це тактична гра, і ти ніколи не знаєш, які правила в ній встановлять твої суперники. Але обов’язково будуть змагання, коли правила гри встановлюватиму я. Ми ще боротимемося і виграватимемо» Анна Міщенко: «Кожен забіг – це тактична гра». ФЛАУ. Архів оригіналу за 19 червня 2019. Процитовано 19 червня 2019. |                                                   |            |                                                   |            |            |   |
| Анжеліка Шевченко (Лг) | 1500 метрів               | | DQ                                                | Не пройшла |                                                   |            |            |   |
| Тетяна Гамера-Шмирко (Кв) | Марафон                   | | DQ                                                |            |                                                   |            |            |   |
| Олена Бурковська (Рв) | Марафон                   | | 2:34.21                                           | 20         |                                                   |            |            |   |
| Тетяна Головченко (См) | Марафон                   | | 2:39.25 SB                                        | 32         |                                                   |            |            |   |
| Юлія Рубан (Кв) | Марафон                   | | DNF                                               |            |                                                   |            |            |   |
| Катерина Стеценко (Кв) | Марафон                   | | DNF                                               |            |                                                   |            |            |   |
| Анастасія Рабченюк (Квм) | 400 метрів з бар'єрами    | | 55,08                                             | 5          | 55,06                                             | 8          | 54,18 SB   | 5 |
| Анна Ярощук-Рижикова (Днп) | 400 метрів з бар'єрами    | | 55,99                                             | 15         | 55,09                                             | 10         | Не пройшла |   |
| Ганна Тітімець (Днп) | 400 метрів з бар'єрами    | | 55,40                                             | 10         | 55,82                                             | 14         | Не пройшла |   |
| Світлана Шмідт (Днц) | 3000 метрів з перешкодами | | 10.14,16                                          | 27         |                                                   | Не пройшла |            |   |
| Олеся Повх (Зп) Наталя Погребняк (Хрк) Марія Рємєнь (Зп) Христина Стуй (ІФ)                                                    | 4×100 метрів              | | 42,63 SB                                          | 4          |                                                   | 42,51 SB   | 3          |   |
| Наталія Пигида (Кв) Анастасія Рабченюк (Квм) Анна Ярощук-Рижикова (Днп) Антоніна Єфремова (Днц) Ольга Завгородня (Чрн) (забіг) | 4×400 метрів              | | DQ (внаслідок дискваліфікації Антоніни Єфремової) |            | DQ (внаслідок дискваліфікації Антоніни Єфремової) |            |            |   |
| Олена Шумкіна (Днц) | Ходьба 20 кілометрів      | | DQ                                                |            |                                                   |            |            |   |
| Надія Боровська-Прокопук (Вл)                                                                                                  | Ходьба 20 кілометрів      | | 1:35.28                                           | 21         |                                                   |            |            |   |
| Ольга Яковенко (Вн) | Ходьба 20 кілометрів      | | DQ                                                |            |                                                   |            |            |   |
| Вікторія Рибалко (Зп) | Стрибки в довжину         | 6,45 | 14                                                |            | Не пройшла                                        |            |            |   |
| Вікторія Рибалко (Зп) | Стрибки в довжину         | «Мені сьогодні було важко, як ніколи. І по розбігу важко було проштовхуватися, та й стрибки, ніби не мої. Я все це відчула ще під час розминки. Намагалася розминатися економічно і мінімально, бо відчуття були не з найкращих. На секторі потім ніби то розбігалася. Мені навіть здалося, що першу спробу я виконала набагато кращу, аніж потім показав результат. Друга моя спроба була досить непоганою. З мінімальним заступом вдалося приземлитися десь на позначці 6,60, але про це в офіційних протоколах не пишуть. Що зробиш, мабуть, сьогодні просто не мій день. Втім, я лише позавчора пізно увечері прилетіла в Тегу з Техаса. Переліт був тривалим і складним. Думаю, я просто не встигла відновитися після нього. Вже ні для кого не секрет, що я навчаюся в докторантурі Техаського Університету. Мене ніхто не відпустить на збори на два чи три тижні. Я не маю стільки вільного часу. Єдине, що мене збентежило і роздосадувало, що на початку серпня мене змусили прилетіти на чемпіонат України. На той час я вже мала норматив «А» допуску на чемпіонат світу. Але мені сказали, що я не належу до числа елітних спортсменок в Україні й через це маю прилетіти на внутрішній чемпіонат для відбору в Тегу. Ось і вийшло, що я здійснила дуже непростий переліт з Техаса в Україну й назад, а згодом вилетіла в Тегу. Думаю, я просто потрапила у так звану подвійну реакліматизацію. Думаю, саме це і завадило мені показати сьогодні свій результат, тому що спортивна форма у мене зараз на найвищому рівні. Я сподівалася, що цей чемпіонат вже точно буде «моїм». Нинішнього літа у мене був чи не найкращий сезон за останні 5 років. Я нарешті почала прогресувати. Шкода лише, що не вдалося закріпити результат на головному старті сезону. Ще раз повторюся. Моя точка зору, що причиною мого невдалого виступу в Тегу був мій нікому не потрібний переліт на чемпіонат України. Але в розпач впадати нічого. Зробимо висновки і наступного разу готуватимемося інакше» Вікторія Рибалко: «Для перевірки спортивної форми я маю особистого тренера». ФЛАУ. Архів оригіналу за 19 червня 2019. Процитовано 19 червня 2019. |                                                   |            |                                                   |            |            |   |
| Ольга Саладуха (Днц) | Потрійний стрибок         | 14,40 | 4                                                 |            | 14,94                                             | 1          |            |   |
| Наталія Ястребова (Кв) | Потрійний стрибок         | 14,21 | 10                                                |            | 14,12                                             | 9          |            |   |
| Руслана Цихоцька (Чрв) | Потрійний стрибок         | 13,28 | 32                                                |            | Не пройшла                                        |            |            |   |
| Віта Стьопіна (Зп) | Стрибки у висоту          | 1,92 | 17                                                |            | Не пройшла                                        |            |            |   |
| Оксана Окунєва (Мк) | Стрибки у висоту          | 1,89 | 18                                                |            | Не пройшла                                        |            |            |   |
| Наталія Фокіна-Семенова (Днц)                                                                                                  | Метання диска             | 58.27 | 15                                                |            | Не пройшла                                        |            |            |   |
| Катерина Корсак (Од) | Метання диска             | 57,54 | 19                                                |            | Не пройшла                                        |            |            |   |
| Наталія Золотухіна (Чрк) | Метання молота            | 67,57 | 18                                                |            | Не пройшла                                        |            |            |   |
| Віра Ребрик (АР Крим\|АРК) | Метання списа             | 58,50 | 15                                                |            | Не пройшла                                        |            |            |   |

#### Семиборство
| Атлетка                 | Дисципліна             | Результат  | Очки | Місце |
| ----------------------- | ---------------------- | ---------- | ---- | ----- |
| Наталія Добринська (Вн) | 100 метрів з бар'єрами | 13,43 PB   | 1060 | 8     |
| Наталія Добринська (Вн) | Стрибки у висоту       | 1,83 SB    | 1016 | 4     |
| Наталія Добринська (Вн) | Штовхання ядра         | 16,14 SB   | 937  | 2     |
| Наталія Добринська (Вн) | 200 метрів             | 25,35      | 855  | 15    |
| Наталія Добринська (Вн) | Стрибки в довжину      | 6,18       | 905  | 10    |
| Наталія Добринська (Вн) | Метання списа          | 48,00 SB   | 821  | 6     |
| Наталія Добринська (Вн) | 800 метрів             | 2.11,34 PB | 945  | 6     |
| Загалом                 | 6539 SB                | 4          |      |       |

| Людмила Йосипенко (Кв) | 100 метрів з бар'єрами | DQ |
| Людмила Йосипенко (Кв) | Стрибки у висоту       | DQ |
| Людмила Йосипенко (Кв) | Штовхання ядра         | DQ |
| Людмила Йосипенко (Кв) | 200 метрів             | DQ |
| Людмила Йосипенко (Кв) | Стрибки в довжину      | DQ |
| Людмила Йосипенко (Кв) | Метання списа          | DQ |
| Людмила Йосипенко (Кв) | 800 метрів             | DQ |
| Загалом                | DQ                     |    |

| Атлетка              | Дисципліна | Результат | Очки | Місце |
| -------------------- | --- | --------- | ---- | ----- |
| Аліна Фьодорова (Кв) | 100 метрів з бар'єрами | 14,06 PB  | 970  | 23    |
| Аліна Фьодорова (Кв) | Стрибки у висоту | 1,80      | 978  | 12    |
| Аліна Фьодорова (Кв) | Штовхання ядра | 14.18     | 806  | 12    |
| Аліна Фьодорова (Кв) | 200 метрів | 25,35 PB  | 855  | 15    |
| Аліна Фьодорова (Кв) | Стрибки в довжину | 5,98 PB   | 843  | 19    |
| Аліна Фьодорова (Кв) | Метання списа | 37,13 PB  | 612  | 23    |
| Аліна Фьодорова (Кв) | 800 метрів | 2.18,51   | 844  | 20    |
| Аліна Фьодорова (Кв) | «Я знала, що ще не можу боротися на рівні з найсильнішими семиборками світу, але боротися потрібно в принципі й час уже набирати свою суму. В перший день мене знітила погода. Я дуже погано почувалася у цій спеці. Лікар, звісно, допоміг відновитися, але сьогодні знову з першого виду ніяк не могла себе зібрати. Круто все було! Більше поспілкувалася з суперницями, поварилася у їхній елітній каші, відчула себе частинкою особливої багатоборної сім’ї. Потрібно потроху набиратися досвіду і на такому рівні. Загалом я задоволена виступом, але ... можна було й краще» Людмила Йосипенко та Аліна Фьодорова про семиборство на чемпіонаті світу. ФЛАУ. Архів оригіналу за 19 червня 2019. Процитовано 19 червня 2019. |           |      |       |
| Загалом              | 5908 SB | 19        |      |       |

## Оцінка виступу збірної
Олександр Апайчев (державний тренер збірної України) про виступ збірної на чемпіонаті:
Олександр Апайчев: «Ми прагнемо, аби наші легкоатлети були найкращими у світі». ФЛАУ. Архів оригіналу за 19 червня 2019. Процитовано 19 червня 2019.